# Villa Vauban

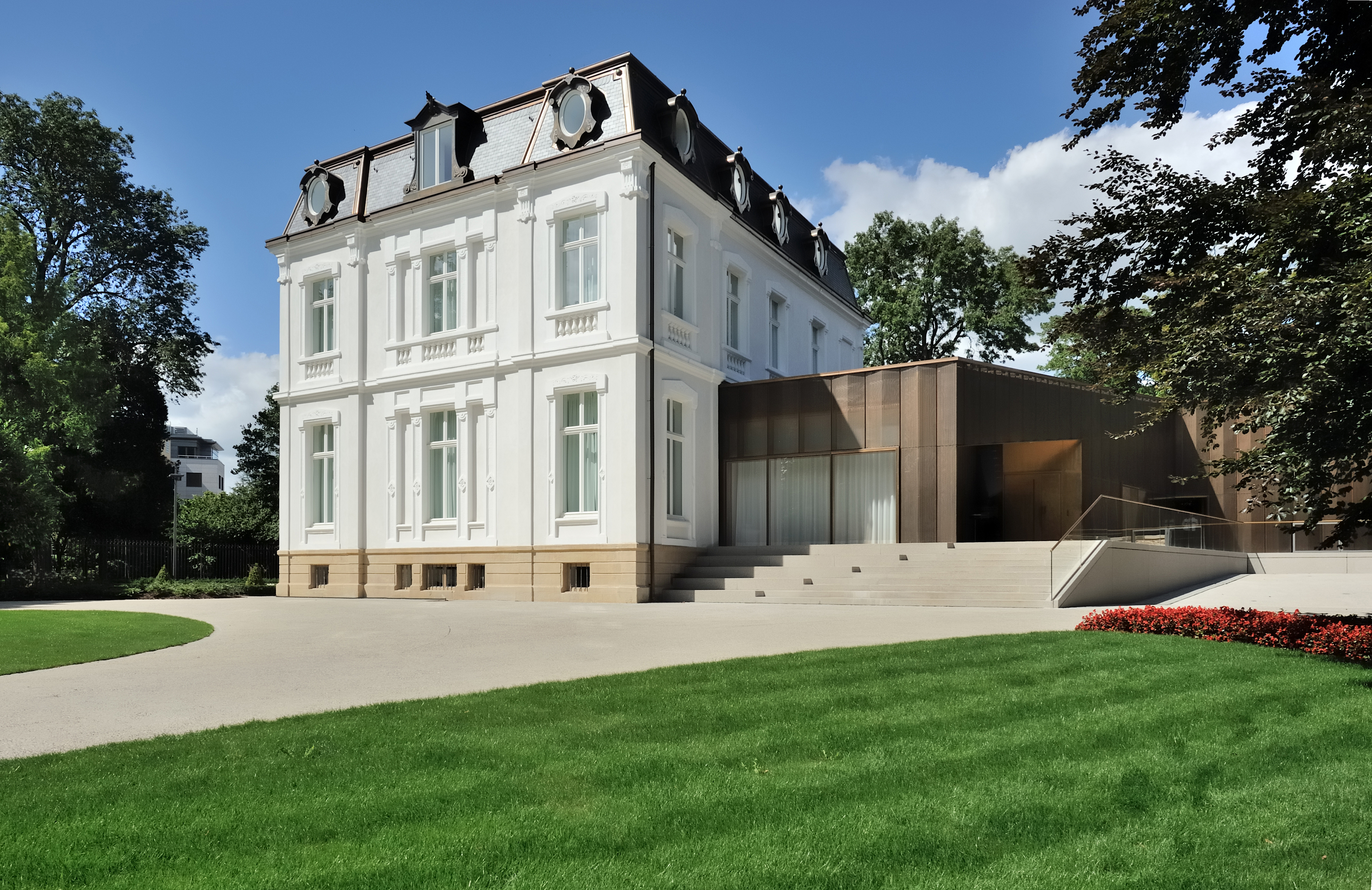
Villa Vauban

Villa Vauban is een museum in Luxemburg.
In de jaren tachtig van de 17e eeuw liet de befaamde Franse bouwmeester Vauban rond Luxemburg-stad een serie forten verrijzen die de toegangswegen naar de stad moesten bewaken. Een ervan lag ten westen van de Oude Stad. Nu staat hier Villa Vauban, een woonhuis dat tussen 1871 en 1873 werd gebouwd. De villa behoorde vroeger toe aan de familie van de politicus, ondernemer en filantroop Jean-Pierre Pescatore (1793-1855). Jarenlang was hier een openbaar museum gevestigd met diens kunstverzameling. Na vijf jaar renoveren en uitbreiden staat het museum nu bekend als Villa Vauban - Musée d'Art de la Ville de Luxembourg. De collectie van circa 300 schilderijen bestaat vooral uit Hollandse, Vlaamse, Franse, Duitse en Italiaanse kunst uit de 17de tot 19de eeuw. Er is onder meer werk van Jan Steen, David Teniers, Antoon van Dyck, Canaletto, Eugène Delacroix, William Bougereau, Gerrit Dou en Gustave Courbet. Het museum  met diverse tuinen wordt omgeven door een groot gemeenschappelijk park.